# Coenagrion
Coenagrion – rodzaj ważek z rodziny łątkowatych (Coenagrionidae), w języku polskim określany zwyczajową nazwą łątka. Obecnie obejmuje 28 gatunków, w tym 7 występujących w Polsce. Samce mają niebieskie ubarwienie tułowia i czarne przydatki.

## Podział systematyczny
Do rodzaju należą następujące gatunki:

- Coenagrion aculeatum Yu & Bu, 2007
- Coenagrion angulatum Walker, 1912
- Coenagrion armatum (Charpentier, 1840) – łątka zielona
- Coenagrion australocaspicum Dumont & Heidari, 1996
- Coenagrion caerulescens (Fonscolombe, 1838)
- Coenagrion castellani Roberts, 1948
- Coenagrion ecornutum (Selys in Selys & McLachlan, 1872)
- Coenagrion exclamationis (Fraser, 1919)
- Coenagrion glaciale (Hagen in Selys & McLachlan, 1872)
- Coenagrion hastulatum (Charpentier, 1825) – łątka stawowa
- Coenagrion holdereri (Förster, 1900)
- Coenagrion hylas (Trybom, 1889)
- Coenagrion intermedium Lohmann, 1990
- Coenagrion interrogatum (Selys, 1876)
- Coenagrion johanssoni (Wallengren, 1894)
- Coenagrion lanceolatum (Selys in Selys & McLachlan, 1872)
- Coenagrion lunulatum (Charpentier, 1840) – łątka wiosenna
- Coenagrion melanoproctum (Selys, 1876) – gatunek wątpliwy
- Coenagrion mercuriale (Charpentier, 1840)
- Coenagrion ornatum (Selys, 1850) – łątka ozdobna
- Coenagrion persicum Lohmann, 1993
- Coenagrion ponticum (Bartenev, 1929)
- Coenagrion puella (Linnaeus, 1758) – łątka dzieweczka
- Coenagrion pulchellum (Vander Linden, 1825) – łątka wczesna
- Coenagrion resolutum (Selys, 1876)
- Coenagrion scitulum (Rambur, 1842) – łątka zalotna
- Coenagrion syriacum (Morton, 1924)
- Coenagrion terue (Asahina, 1949)

## Występowanie i ochrona w Polsce
W Polsce występują następujące gatunki:
- łątka dzieweczka (Coenagrion puella)
- łątka ozdobna (Coenagrion ornatum)
- łątka stawowa (Coenagrion hastulatum)
- łątka wczesna (Coenagrion pulchellum)
- łątka wiosenna (Coenagrion lunulatum)
- łątka zalotna (Coenagrion scitulum)
- łątka zielona (Coenagrion armatum)

Ochroną gatunkową objęte są dwa z nich – łątka ozdobna podlega ochronie ścisłej, a łątka zielona ochronie częściowej.